# Zug (cantão)
O Cantão de Zug ou Zugo é um dos 26 cantões da Suíça. Ele está localizado no centro da Suíça e sua capital é Zug. Com 239 km2 o cantão é um dos menores dos cantões suíços em termos de área. Não se subdivide em distritos, mas em onze municípios.

## História
O primeiro vestígio de um assentamento no cantão data de aproximadamente 14 000 a.C., com achados adicionais do Paleolítico (12 400-9 250 a.C.) e do Mesolítico (9 250-5 500 a.C.). Durante o Neolítico (5 500-2 200 a.C.) e a Idade do Bronze (2200-850 a.C.) cerca de 50 diferentes aldeias de palafitas foram construídas em 33 locais ao redor do Lago Zug. Alguns desses locais fazem parte das habitações pré-históricas do Patrimônio Mundial da UNESCO ao redor dos Alpes. Os locais pré-históricos ao redor do lago e em todo o cantão incluem exemplos das culturas neolíticas Egolzwiler, Cortaillod, Pfyn e Horgen. Vestígios das culturas Neolíticas do Neolítico Beaker e Corded Ware, bem como do início da Idade do Bronze são menos comuns. Houve vários grandes assentamentos posteriores da Idade do Bronze e da Idade do Ferro. No Baarburg, as ruínas do castelo de um príncipe celta da Idade do Ferro de cerca de 500 a.C. continham cerâmica grega e vasos de metal etruscos. Alguns dos nomes ao redor do cantão são possivelmente de origem celta, incluindo Baar, Cham, Lorze, Sihl e possivelmente Reuss.
Após a conquista romana, a área foi o lar de até dez Villa rustica. Além de uma série de moedas acumuladas, túmulos e ruínas, uma coleção de 23 estátuas religiosas de terracota foram descobertas em Cham. Após o colapso do Império Romano, a área foi incorporada ao Império Franco em 536/37. Durante o início da Idade Média, várias igrejas paroquiais foram fundadas no cantão à medida que a população crescia. Um assentamento existia perto da localização atual do Castelo de Zug e Cham no século 9 ou 10. A cidade de Zug foi fundada na primeira metade do século 13.
Perto da margem sul do lago de Ägeri está o local da Batalha de Morgarten, vencida pelos suíços em 1315.  Nesta batalha os poderosos Habsburgos foram derrotados. A aldeia de Morgarten (Município de Oberägeri) faz fronteira com o cantão de Schwyz e abriga o Morgarten Battle Monument (em alemão: Morgarten Denkmal). O campo de batalha real fica do outro lado da fronteira, na aldeia de Schornen (Município de Sattel), no cantão de Schwyz.
Durante a Invasão Francesa de 1798, seus habitantes se opuseram ao exército invasor até o colapso do Antigo Regime. O cantão fazia parte do Tellgau e mais tarde foi um distrito do grande cantão do Waldstätten na República Helvética apoiada pelos franceses. O cantão de Waldstätten também incluía o que são hoje os cantões de Schwyz, Lucerna, Unterwalden e Uri.

Em 1803, sob o Ato de Mediação, o cantão de Zug recuperou sua independência como um cantão separado. A constituição de 1814 aboliu as assembleias públicas (Landsgemeinde), que existiam no cantão desde 1376. Em 1845, o cantão de Zug tornou-se membro do Sonderbund e participou da guerra de 1847, que foi perdida para a Confederação Suíça. Em 1848, as funções restantes do Landsgemeinde foram abolidas. Tanto em 1848 quanto em 1874, o cantão votou contra as constituições federais. A Constituição de 1876 foi emendada em 1881 e substituída por uma nova em 1894.